# Château de Pendragon
Le château de Pendragon est une ruine située à Mallerstang Dale, en Cumbria, au sud de Kirkby Stephen, et à proximité du hameau d'Outhgill. Il se dresse au-dessus d'un coude de la rivière Eden, dominé par Wild Boar Fell au sud-ouest et Mallerstang Edge à l'est. Il s'agit d'un bâtiment classé Grade I.

## Histoire

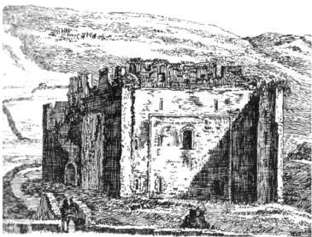
Château de Pendragon, vers 1740

Malgré la légende (et la découverte d'une monnaie romaine), il n'existe aucune preuve d'une utilisation pré-normande de ce site. Le château est construit au XIIe siècle par Ranulph le Meschin, sous le règne du roi Guillaume le Roux. Il possède les vestiges d'un donjon normand, avec l'ajout ultérieur d'une tourelle de garde-robe du XIVe siècle et quelques ajouts supplémentaires au XVIIe siècle.
L'un de ses propriétaires les plus notables est Hugh de Morville, seigneur de Westmorland, l'un des quatre chevaliers qui assassinent Thomas Becket en 1170. Un point culminant à proximité de Mallerstang Edge porte son nom, sous le nom de Hugh Seat. Un autre propriétaire est Idonea de Veteripont qui, après la mort de son mari (Roger de Lilburn), passe une grande partie de ses dernières années à vivre dans le château, jusqu'à sa mort en 1334. Lady Idonea fonde l'église Sainte-Marie dans le hameau voisin d'Outhgill, vers 1311.
Le château est attaqué par des raids écossais en 1342, puis de nouveau en 1541. Après cette dernière attaque, il devient une ruine inhabitable jusqu'à ce qu'il passe entre les mains d'Anne Clifford, qui le reconstruit en 1660, y ajoutant également une brasserie, un fournil, des écuries et une remise. Il reste l'un de ses favoris parmi ses nombreux châteaux jusqu'à sa mort en 1676 à l'âge de 86 ans.

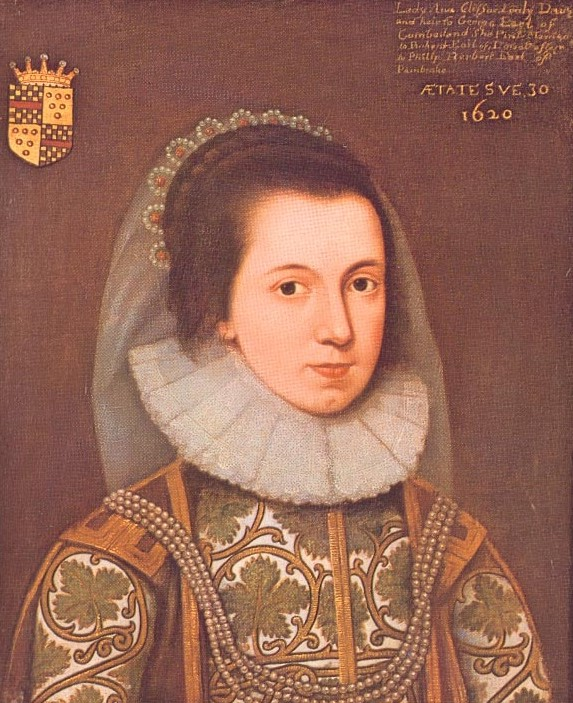
Anne Clifford, qui est enterrée dans l'Église Saint-Laurent, Appleby

Le successeur d'Anne, le comte de Thanet, n'a aucune intérêt pour le château et en retire tout ce qui a de la valeur, notamment le plomb du toit. Dans les années 1770, une grande partie du bâtiment situé au-dessus du deuxième étage s'est effondré et, depuis, il s'est progressivement dégradé pour devenir la ruine romantique que l'on voit aujourd'hui.
En 1962, le château est vendu aux enchères par Appleby Castle Estate à Raven Frankland, propriétaire foncier et archéologue, pour 525 £. Pendant la Seconde Guerre mondiale, le père de Frankland, Edward, écrit un livre sur les légendes arthuriennes associées au château,. Le propriétaire actuel, John Bucknall, hérite du château à la suite du décès de son cousin Raven en 1998 et de l'épouse de Raven, Juliet, en 2013.
A la fin du XXe siècle, une partie des décombres est déblayée, une certaine consolidation des murs en ruine est entreprise et une étude archéologique limitée est réalisée par l'unité archéologique de l'Université de Lancastre, publiée en 1996.